# Энергетика Пермского края

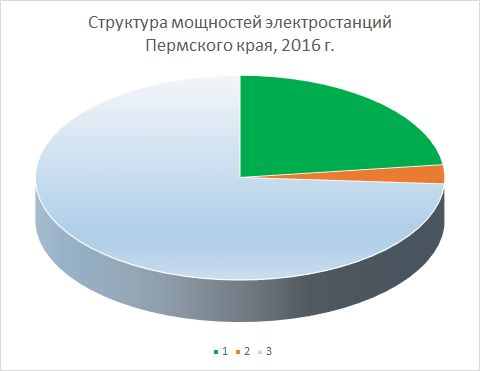
1. Гидроэлектростанции — 23 %
2. Другие — 1 %
3. Тепловые электростанции — 76 %

Энергетика Пермского края — отрасль экономики Пермского края.

## Общая характеристика
Пермский край расположен в бассейне реки Камы. По его территории протекает около 29 тысяч рек протяженностью свыше 88 тыс. км. Гидроэнергетические ресурсы в крае достаточно велики. По количеству водоёмов, водным и гидроэнергетическим ресурсам Пермский край занимает первое место на Урале.
В крае имеется около 60 прудов объемом от 500 тыс. м³, на которых можно установить мини-ГЭС.
На территории Пермского края открыто около 230 месторождений углеводородного сырья. В 2014 году добыча нефти в регионе составила 14,8 млн тонн. Объём добычи попутного газа составил 1,17 млн м³.
Ведущая добывающая компания края — ООО «Лукойл — Пермь». Добыча нефти сконцентрирована на юге (Куединский, Кунгурский, Ординский, Осинский, Частинский и Чернушинский муниципальные районы) и севере края (Красновишерский, Соликамский и Усольский муниципальные районы).
Тепловые электростанции Пермского края работают в основном на газе. Объёмы потребления газа по годам соответствуют количеству вырабатываемой тепловой и электрической энергии.

## История

### Дореволюционный период
Начало развития электроэнергетики Урала относят к 1880-м годам, когда на частном фосфорном заводе в устье речки Данилихи была введена в эксплуатацию электростанция мощностью 20 кВт. Затем были построены электростанции на Мотовилихинском заводе (1886), на Чусовском металлургическом (1890), на Березниковском содовом (1893).
В 1902 году в Перми была пущена в работу первая городская электростанция, которая строилась под руководством инженера фирмы «Унион» Б. Ю. Гецена. В 1900 году Гецен принял участие в конкурсе проектов пермской городской электростанции (всего было представлено 7 проектов). Пермская городская управа направила проекты на экспертизу уроженцу Пермской губернии, преподавателю Минного офицерского класса в Кронштадте А. С. Попову, который утвердил проект Гецена.
В начале XX века энергетика в России продолжала развиваться. Трудности возникали из-за отсутствия согласований между их производителями: различались частота тока, величина напряжения и др. Возникла идея унификации параметров. При царском правительстве эти задачи производители не успели реализовать.
В 1913 году в Пермской губернии действовало 28 электростанций суммарной мощностью 17,6 МВт.

### Советский период

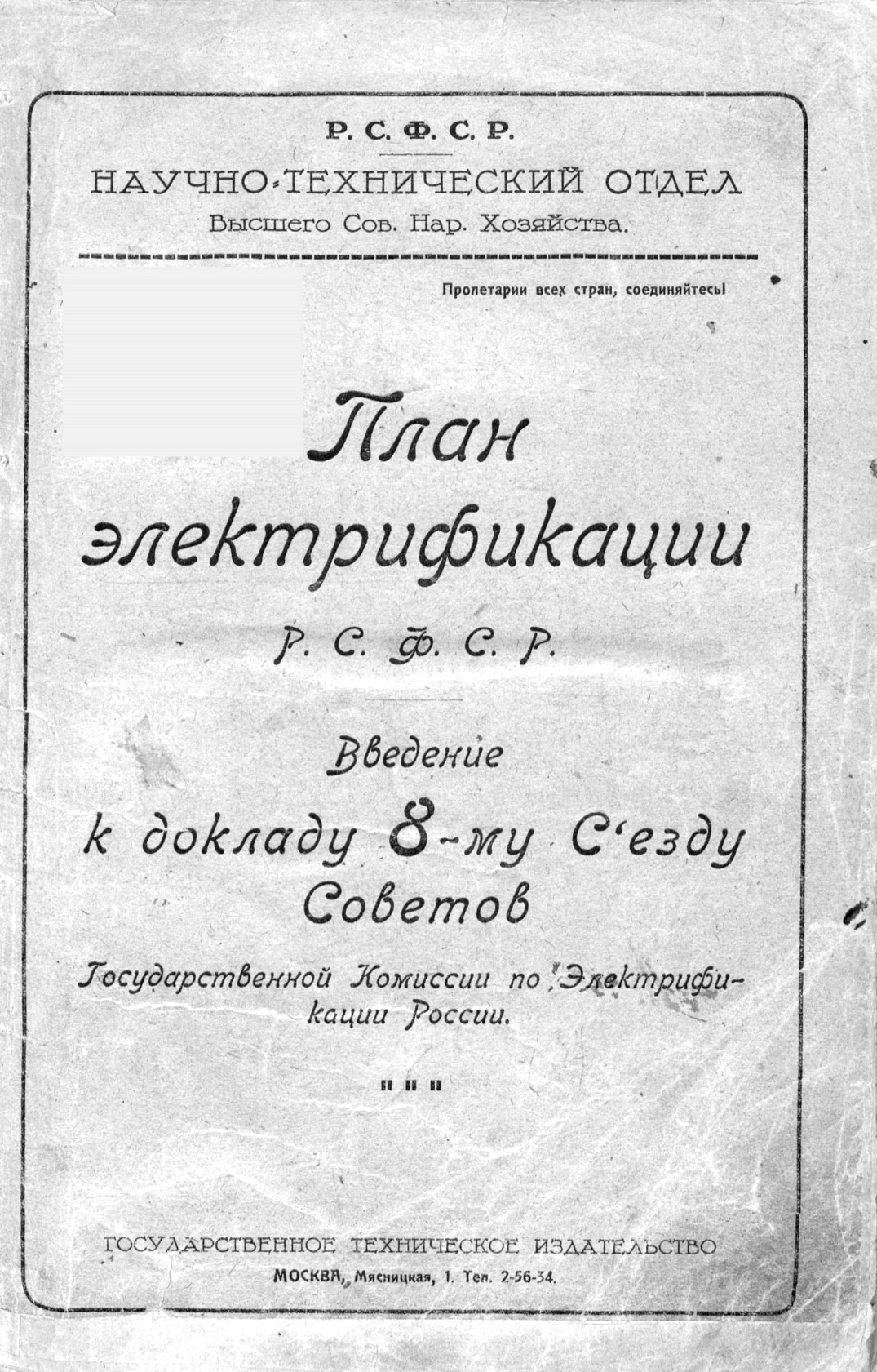

Революционные события и гражданская война негативно отразилась на электрификации Урала. После Октябрьской Революции 1917 года решались задачи восстановления экономики страны. Во главу угла развития экономики страны В. И. Ленин поставил задачу её электрификации.
В конце 1919 года учёный-энергетик Г. М. Кржижановский послал В. И. Ленину статью «Задачи электрификации промышленности». Была создана комиссия по электрификации, в состав которой вошли 19 российских инженеров во главе с Г. М. Кржижановским. В разработке плана принимали участие около 200 ученых. 22 декабря 1920 года план ГОЭЛРО был утвержден на VIII Всероссийском съезде Советов.
Частью плана ГОЭЛРО был региональный план развития Уральского региона страны. Особое внимание в плане уделялось созданию там топливно-энергетической базы: росту добычи угля в Кизеловском, Егоршинском и других угольных бассейнах, увеличению снабжения района кузнецким углем и коксом, строительству Кизеловской, Челябинской, Егоршинской и Чусовской электростанций, реконструкции уже существующих станций.
Электрификация сельского хозяйства области началась в 1920-х годах. В 1925 году в Свердловске было организовано отделение всесоюзного акционерного общества «Электросельстрой». Оно обслуживало зону сегодняшних Свердловской, Челябинской, Тюменской, Курганской областей, Пермского края. Позднее отделение переименовали в Уральскую межобластную контору «Сельэлектро».
На Урале планировалось ввести в строй 4 электростанции (Кизеловскую ГРЭС, Челябинскую ГРЭС, Егоршинскую ГРЭС, Чусовскую ГРЭС) общей мощностью 165 МВт и реконструировать действующие электростанции.
К концу 1940 года на Урале действовало порядка 150 сельских электростанций. В годы Великой Отечественной войны электрификация колхозов продолжалась. Так за три года войны в Пермской области было построено 32 электростанции общей мощностью 653 кВт, как правило на базе газогенерирующих двигателей.
С началом Великой Отечественной войны на Урал стал идти нарастающий поток оборудования из западных районов страны, нагрузка на энергосистему возрастала. В марте 1942 года частота тока в системе колебалась на уровне 45 Гц и опускалась иногда до 37—38 Гц. В некоторые дни предприятия недополучали более 40 МВт электроэнергии. Уральская энергосистема к этому периоду значительно выросла и растянулась на тысячу километров, возникли трудности с её управлением из Свердловска. В июле 1942 года она была разделена на три самостоятельные энергосистемы: Молотовскую (с 1957 года Пермская энергосистема — «Пермэнерго»), Свердловскую и Челябинскую.
В первые послевоенные годы электрификация колхозов продолжалась также за счёт строительства на селе мелких электростанций и строительства межколхозных гидростанций сравнительно крупной мощности. Для этих целей создавались районные советы по электрификации, куда входили колхозы и совхозы.
В первые послевоенные пятилетки в Пермской области вводились в строй новые энергетические объекты:
- В 1947 году — Березниковская ТЭЦ-2;
- В 1948 году — Широковская ГЭС;
- В 1954 году — Березниковская ТЭЦ-10, Камская ГЭС;
- В 1957 году — Пермская ТЭЦ-9;
- В 1959 году — Пермская ТЭЦ-13, Соликамская ТЭЦ-11.

В эти годы были построены две линии электропередачи напряжением 220 кВ (ЛЭП-220) Пермь — Свердловск.
В 1954 году правительством были приняты постановления, направленные на укрепление электрификации села. В рамках этих решений были разработаны схемы электроснабжения всех областей Урала на базе присоединения к электрическим сетям системы. Это стало началом полной электрификации села.
1960—1980-е годы в Пермском крае были запущены в эксплуатацию Воткинская ГЭС (1961), Яйвинская ГРЭС (1963), Пермская ТЭЦ-14 (1966), Чайковская ТЭЦ-18, Пермская ГРЭС (1986).
Продолжают вводится в эксплуатацию новые высоковольтные линии электропередачи и подстанции: ЛЭП-500 «Южная-Тагил», ЛЭП-500 «Рефтинская ГРЭС-Тюмень-Сургут», ЛЭП-500 «Тагил-БАЗ» (1985).
Сельское хозяйство края было полностью электрифицировано в 1972 году.

### Период после 1980-х годов
Со второй половины 1980-х годов обстановка в стране и экономике меняется, в энергетической отрасли уменьшается процесс ввода новых мощностей.
Из-за недостатка средств откладывается реконструкция оборудования на электростанциях и подстанциях. После ввода ЛЭП-500 «Тагил-БАЗ» на Урале прекратилось строительство сетей напряжением 500 кВ. Последним крупным объектом энергетики XX века в Свердловской области стала Ново-Свердловская ТЭЦ (1982).
После прихода к управлению страной в 1991 году Б. Н. Ельцина в стране был взят курс на капиталистические производственные отношения. После проведения приватизации государственных и муниципальных предприятий РФ производственные объединения энергетики были преобразованы в акционерные общества: АО «Пермэнерго» (1992), АО «Свердловэнерго» (1993), АО «Челябэнерго» (1993).
В 1992 году было создано РАО «ЕЭС России» с передачей в его собственность крупных электростанций и сетей напряжением 330 кВ и выше.
В 1998 году РАО «ЕЭС России» возглавил А. Б. Чубайс. Основой реформирования электроэнергетики стало разделение отрасли на конкурентные и монопольные виды деятельности. Постепенно к 2007 году около половины электростанций и 22 сбытовые компании страны перешли в частные руки. Поступления при приватизации предприятий от дополнительных эмиссий акций составили около $25 млрд.
В 2008 году РАО «ЕЭС России» было ликвидировано.
После реформирования в Пермском крае функционируют следующие электростанции:
- Березниковские ТЭЦ-2, ТЭЦ-4 и ТЭЦ-10;
- Кизеловская ГРЭС-3;
- Закамская ТЭЦ-5;
- Пермские ТЭЦ-6, ТЭЦ-9, ТЭЦ-13 и ТЭЦ-14;
- Чайковская ТЭЦ-18;
- Широковская ГЭС-7.

На предприятиях нефтяной и газовой промышленности находят применение газотурбинные теплоэлектростанции ГТЭС-16ПА и ГТЭС-25ПА мощностью 16 и 25 МВт, разработанные пермским предприятием ОАО «Авиадвигатель». В 2015 году эти установки общей мощностью 200 МВт были введены в эксплуатацию на предприятии компании «Лукойл».
Деятельность энергетического комплекса на территории края по состоянию на 2016 год:
- генерирующие компании: ОАО «Интер РАО — Электрогенерация» (Пермская ГРЭС), ОАО «Э. ОН Россия» (Яйвинская ГРЭС), ПАО «Т-Плюс» (девять ТЭЦ, одна ГРЭС и одна ГЭС), ОАО «РусГидро» (Воткинская и Камская ГЭС);
- электросетевые компании: филиал ОАО «ФСК ЕЭС» МЭС Урала, филиал МРСК Урала «Пермэнерго» и поставщик электроэнергии на территории Пермского края — ПАО «Пермская энергосбытовая компания».

По состоянию на 2016 год суммарная мощность генерирующего оборудования составляла 6796 МВт. При этом собственное потребление электроэнергии было на уровне до 50 % от её производства. Избыток электроэнергии направлялся в Удмуртию, Башкортостан, Кировскую и Свердловскую области.

## Крупнейшие электростанции

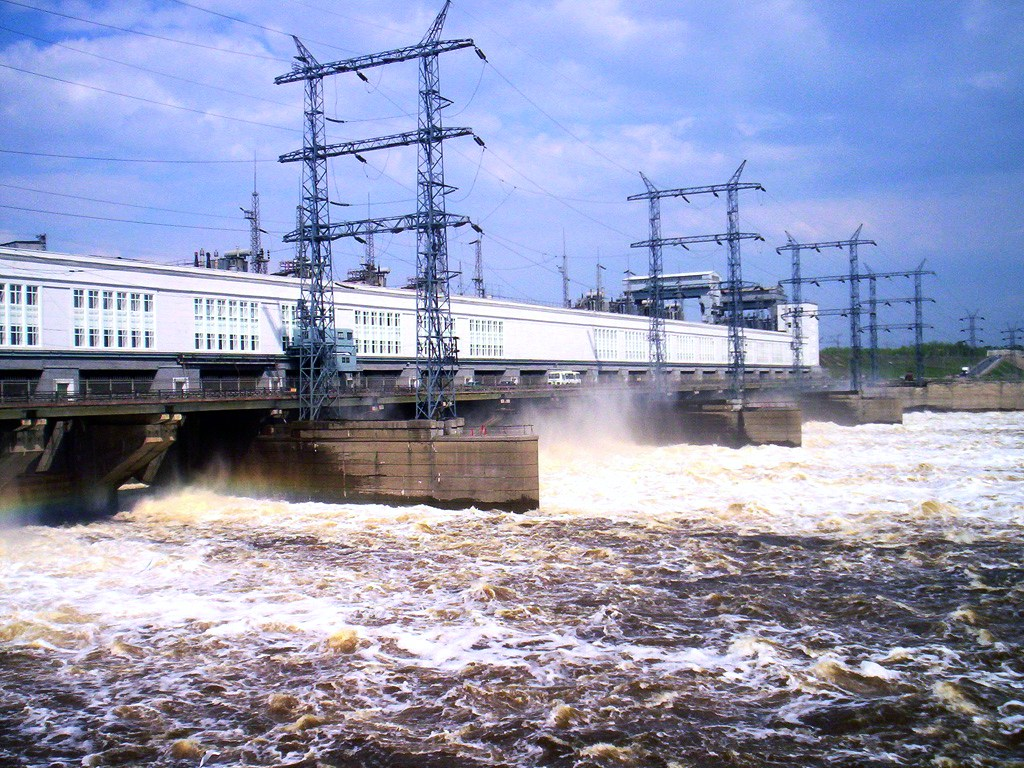
Камская ГЭС

В порядке установленной электрической мощности:
- Пермская ГРЭС — 3 363 МВт[5];
- Воткинская ГЭС — 1 080 МВт[6];
- Яйвинская ГРЭС — 1 048 МВт[7];
- Камская ГЭС — 552 МВт[8];
- Пермская ТЭЦ-9 — 435 МВт[9];
- Пермская ТЭЦ-14 — 330 МВт[10];
- Чайковская ТЭЦ-18 — 200 МВт[11];
- Пермская ТЭЦ-6 — 123 МВт[12];
- Березниковская ТЭЦ-2 — 98 МВт[13].

## Альтернативная энергетика
Использование ветровой и солнечной энергии на территории Пермского края затруднено из-за низкой интенсивности ветров, низкой солнечной активности, обусловленной географической широтой района и климатическими условиями. Использование ветровых и солнечных станций возможно для электроснабжения дач и частных домов.
Геотермальная энергия на территории Пермского края не используется. Это связано с тем, что на территории края слои грунтов с высокой температурой залегают глубоко. Температура на глубинах 2—3 км составляет 20—35 °С, а для реализации электростанции она должна быть более 80 °С. Экспериментальная скважина на территории края на глубине 4,458 км имеет температуру около 70 °С.
Биотопливо (дрова или отходы деревопереработки) используется в 70 котельных Пермского края. Дровами отапливаются частные дома в сельской местности.

## Музей энергетики Урала
Музей энергетики Урала начал функционировать в Екатеринбурге в декабре 2013 года. Выставочные площадки музея организованы на базе музея Свердловской энергосистемы, который работал в Свердловске с 1977 года и располагался в здании Учебного комбината дореформенного «Свердловэнерго».
На исторической площадке музея собрана история развития энергетики Урала — от первых фонарей Екатеринбурга, Челябинска и Перми, до современного состояния отрасли.
В музее представлено более 900 единиц фотографий и документов, более 500 объёмных музейных предметов.